# Antoni Jakubowski (1887–1960)

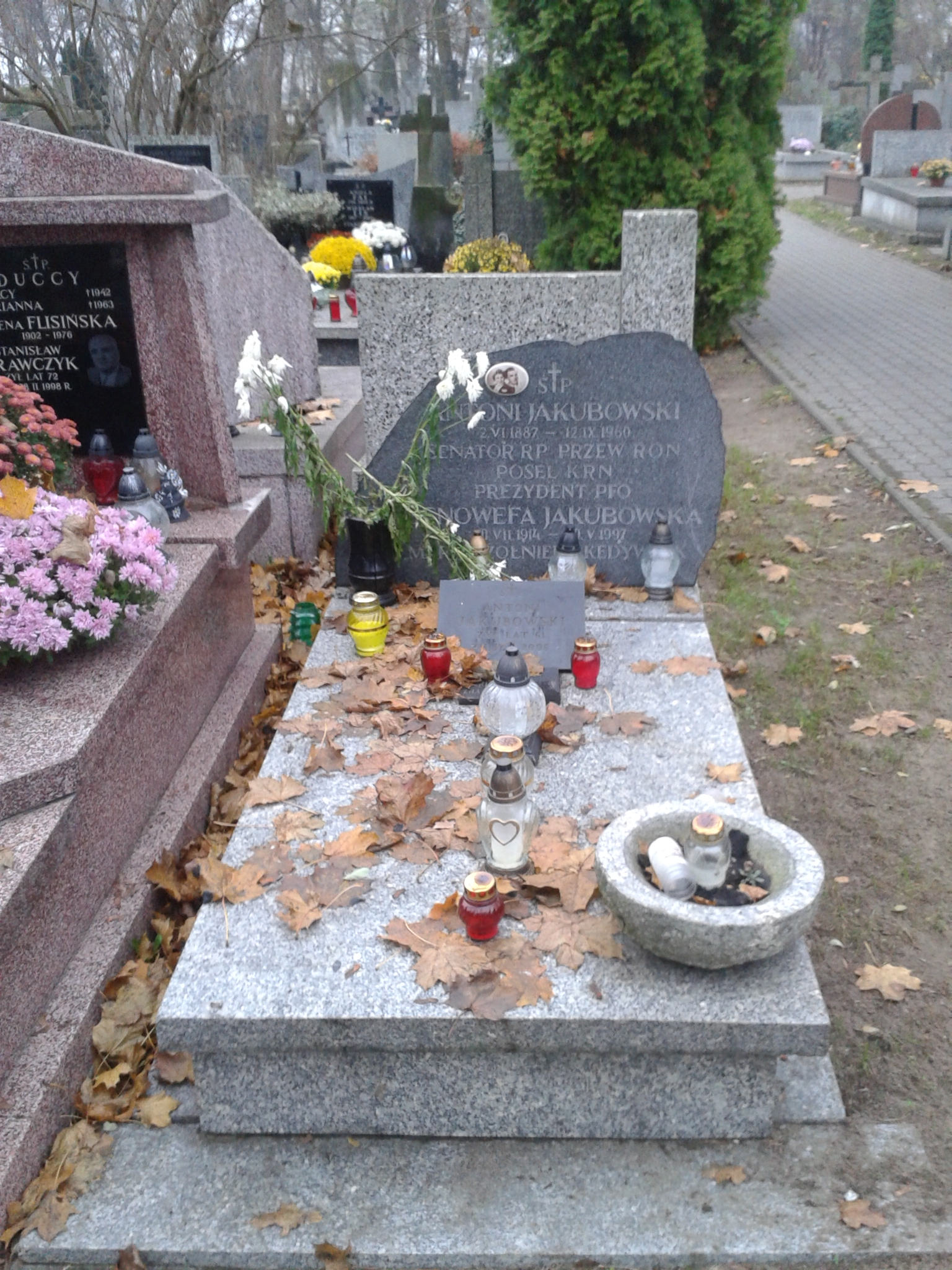
Grób Antoniego Jakubowskiego na cmentarzu Bródnowskim

Antoni Jakubowski, ps. Sabin (ur. 2 czerwca 1887 w Warszawie, zm. 12 września 1960 tamże) – polski działacz polityczny i niepodległościowy, senator V kadencji w II RP, poseł do Krajowej Rady Narodowej, jubiler.

## Życiorys
Urodził się w rodzinie Jana i Marii z Ostrowskich. Ukończył 4-klasową szkołę przy Kolei Warszawsko-Wiedeńskiej w Warszawie. Od 1900 był członkiem PPS „Proletariat”, następnie PPS. Uczestniczył w strajku szkolnym i rewolucji 1905. Za działalność w Organizacji Bojowej PPS w Warszawie został aresztowany w kwietniu 1906 i zesłany do guberni wołogodzkiej, skąd po 3 miesiącach zbiegł do Warszawy. W październiku 1906 przeniósł się do Lwowa, gdzie w latach 1906–1910 studiował prawo i nauki społeczne na Uniwersytecie Franciszkańskim. Tam też działał w Związku Walki Czynnej i Związku Strzeleckim. W 1910 zamieszkał w Wiedniu, gdzie był prezesem Stowarzyszenia Robotniczego „Siła” i organizatorem oddziału Związku Strzeleckiego. 6 sierpnia 1914 wyruszył z krakowskich Oleandrów w składzie Pierwszej Kompanii Kadrowej. W 1914–1917 był kapralem, następnie w III batalionie 1. pułku piechoty Legionów Polskich (st. sierżant), z którym przeszedł cały szlak bojowy. W 1917 był internowany. Od 1918 w Wojsku Polskim, w latach 1919–1920 uczestniczył w walkach partyzanckich na Śląsku Cieszyńskim (prawdopodobnie z ramienia Oddziału II Sztabu MSWojsk.). W okresie międzywojennym pracował jako jubiler w Warszawie. Był współorganizatorem (1921) i prezesem Okręgu Warszawskiego Związku Legionistów Polskich, współorganizatorem Kolejowego Przysposobienia Wojskowego (1927), instruktorem kolejowego przysposobienia wojskowego w Rembertowie, Związku Podoficerów Rezerwy RP (w latach 1929–1939 był prezesem Zarządu Głównego), wiceprezesem ZG Federacji Polskich Związków Obrońców Ojczyzny. W 1938 został senatorem V kadencji. W 1935 włączył się w działalność Polskiej Partii Radykalnej, z czasem przejmując jej kierownictwo. 
Po wybuchu II wojny światowej, we wrześniu 1939 został ewakuowany do Rumunii. Powrócił do Polski. Działał w Radzie Głównej Opiekuńczej. Uczestniczył w powstaniu warszawskim. Był przewodniczącym Rady Obrony Narodu (dublował jej przewodniczącego Antoniego Karczewskiego) i członkiem Korpusu Bezpieczeństwa. Po upadku powstania został wywieziony do Niemiec - od 19 sierpnia 1944 zatrudniony przymusowo w zakładzie elektrycznym w Laubusch k. Drezna.
Po wojnie, w 1945 zamieszkał w Warszawie. Od stycznia 1946 był posłem do Krajowej Rady Narodowej (zgłoszony z ramienia Związku Podoficerów Rezerwy), działał w komisji wojskowej. Był bezpartyjny. Aresztowany 20 stycznia 1952 przez Urząd Bezpieczeństwa w Krakowie pod zarzutem tworzenia nielegalnej organizacji Polski Front Ojczyźniany. Wyrokiem Wojskowego Sądu Rejonowego w Krakowie z 22 marca 1952 skazany na 10 lat więzienia i przepadek mienia. Więziony w Krakowie na Montelupich, w Warszawie na Mokotowie i w Rawiczu. Pośmiertnie wyrok uchylono dzięki staraniom rodziny.
Pochowany na cmentarzu Bródnowskim w Warszawie (kwatera 18C-6-1).

## Rodzina
W 1938 ożenił się z Genowefą z Siedleckich (1914–1997), która walczyła w powstaniu warszawskim jako łączniczka AK, ps. Maria, była długoletnim członkiem cechu złotników. Mieli córkę Marię Magdalenę po mężu Kucharską (ur. 1940) i syna Antoniego Jana (ur. 1944), mgr. ekonomii, jubilera, radnego Pragi Północ i Gminy Centrum w Warszawie.

## Ordery i odznaczenia
- Krzyż Srebrny Orderu Wojskowego Virtuti Militari
- Krzyż Niepodległości (17 marca 1937)[3]
- Krzyż Kawalerski Orderu Odrodzenia Polski (10 listopada 1928)[4]
- Krzyż Walecznych (dwukrotnie)
- Złoty Krzyż Zasługi
- Krzyż Żelazny (Cesarstwo Niemieckie)